# Dannebrog (Nebraska)
Dannebrog je selo u američkoj saveznoj državi Nebraska. Prema popisu stanovništva iz 2010. u njemu je živjelo 303 stanovnika.